# كيسي باتن
كيسي باتن (بالإنجليزية: Casey Patten) هو لاعب كرة قاعدة أمريكي، ولد في 7 مايو 1874 في Westport, New York ‏ في الولايات المتحدة، وتوفي في 31 مايو 1935 في روتشستر في الولايات المتحدة.

## وصلات خارجية
- كيسي باتن على موقعبيزبول رفرنس.كوم (الدوري الرئيسي) (الإنجليزية)
- كيسي باتن على موقعبيزبول رفرنس.كوم (الدوري الثانوي) (الإنجليزية)
- كيسي باتن على موقع جمعية أبحاث البيسبول الأمريكية (الإنجليزية)